# Компания-зомби
Компания-зомби (англ. zombie company) — используемое средствами массовой информации обозначение компании, которая нуждается в постоянных финансовых вливаниях для того, чтобы продолжать деятельность. 
По определению Банка международных расчетов (BIS), «зомби» — это публичная компания, которой минимум 10 лет и у которой процентные платежи по займам превышают прибыль до уплаты процентов и налогов.

## Описание
Широкое понимание: компанию можно определить как «зомби», если её коэффициент покрытия процентов был меньше единицы, по крайней мере, три года подряд и если этому коэффициенту компании не менее 10 лет.
Узкое понимание: на основе оценки фондового рынка добавляется требование о том, что компании-зомби в сравнении с «не-зомби» имеют более низкий ожидаемый потенциал для роста в будущем. Так, «зомби» должны иметь отношение рыночной стоимости своих активов к их восстановительной стоимости — коэффициент Тобина (q) — ниже медианы в их секторе в любой год. В соответствии с широким определением медиана q для «зомби» выше, чем у «не-зомби», поэтому инвесторы с оптимизмом смотрят на будущее многих из компаний-зомби. Узкое определение направлено на устранение этой аномалии — компания-зомби имеет более низкую медиану q, немного ниже единицы.
В гипотезе Хаймана Мински о финансовой нестабильности компания-зомби соответствует третьему классу заёмщиков: первый — это хедж-финансирование, при котором должник в силах расплатиться и по процентам, и по телу долга, второй — спекулятивное финансирование, когда денежного потока заёмщиков хватает для уплаты процентов, но не тела долга, третий — Понци-финансирование (от имени знаменитого итальянского «пирамидостроителя») — денежного потока не хватает уже и на выплату процентов.
В журналистском и научном сообществе есть мнение, что классическим примером компании-зомби (в широком определении) является Tesla, которая производит высокотехнологичные электромобили, но является убыточной: основанная в 2003 году компания на протяжении последних восьми лет показывает чистый годовой убыток, беспрецедентный для корпоративного сектора США. По оценке Value Investors Club, компания Tesla является модифицированной схемой Понци: всю свою историю компания финансирует собственную деятельность через анонс нового продукта и сбор предоплаты прежде, чем готова приступить к его производству — компания расходует привлечённые депозиты клиентов на капитальные затраты и операционные расходы для производства предыдущего продукта, а когда у компании заканчиваются средства, объявляется выпуск нового продукта и принимается на него предоплата, чтобы завершить производство ранее анонсированного продукта».

## История
Термин «компания-зомби» начал активно применяться в отношении японских компаний, которых поддерживали японские банки в период «Потерянного десятилетия» после краха японского финансового пузыря в 1990 году. Компании-зомби Японии продолжают до сих пор жить только за счёт вливаний кредитов с процентной ставкой ниже рыночной, а плохое корпоративное управление и сейчас является причиной низкого роста объёмов производства. По оценке Nikkei, к 2020 году Банк Японии станет самым крупным акционером японских компаний (приобретёт активов на $ 360 млрд) — такая скупка поддержит дальнейшее существование «зомби».
С 2015 года правительство Китая реализует программу по ликвидации или реорганизации десятков тысяч компаний-зомби в экономике страны.
В 2016 году, по данным Европейского центрального банка, около 10 % компаний в шести ведущих странах еврозоны являются «зомби».
По данным Bianco Research, на конец 2017 года в индексе S&P 1500 доля компаний-зомби — 14,6 %, что является максимумом за последние 20 лет. Для сравнения, в эпоху Пузыря доткомов их было меньше 4 %.
В 2017 году правительство Южной Кореи признало невыполненным план по ликвидации в национальной экономике «зомби» (компании, которые три года подряд не могут покрыть расходы на выплату процентов по операционной прибыли), составляющих 45 % корпоративного долга.
По оценке KPMG, доля «зомби» в экономике Великобритании в 2018 году достигла 14 %. 
Специальное исследование выявило устойчивую тенденцию к росту доли компаний-зомби: в 14 странах с развитой экономикой их доля (в широком определении) выросла в среднем с 2 % в конце 1980-х годов до 12 % в 2016 году и с 1 % до 6 % в соответствии с узкой трактовкой. Распространение компаний-зомби названо Банком международных расчетов (BIS) одной из четырёх причин (наряду с ростом неопределённости из-за торговых конфликтов, снижением эффективности монетарных мер центральных банков и замедлением производительности труда) ухудшения показателей мировой экономики в 2018-2019 годах, так как увеличивается практика откладывания проблем на потом за счёт всё новых долгов: при наличии возможности привлечения дешёвого кредитования у компаний снижается мотивация к улучшению своих показателей за счёт собственных ресурсов.

## Стартап-зомби
Понятие «стартап-зомби» введено в оборот деловых изданий в марте 2013 года журналом Forbes как отклик на высказывание Даниэля Моррилла о таком состоянии в управлении проектом, когда основатель (фаундер) оказывается перед выбором либо продолжать выживание, несмотря на отсутствие роста ключевых показателей (это и есть «зомби»), либо изменить свою бизнес-идею или вовсе отказаться от неё.
Для стартапов основным риском превращения в «зомби» является расчёт на ранний бурный рост. Но опыт показывает, что компания может не попасть вовремя в окно возможностей из-за плохого исполнения (технологическое, маркетинговое, управленческое) или не была найдена работающая бизнес-модель. В итоге такие стартапы не взлетают и не умирают, но при этом опасны: «Покупателю на ранних стадиях развития рынка сложно отличить живую компанию от зомби: в лучшем случае он теряет время, в худшем — уходит с рынка, разочаровавшись в технологии».
Отличительная особенность стартапа-зомби это — стагнация. Как только компания перерастает определённый размер (как правило, это связано с появлением операционной прибыли), она должна перейти от предпринимательского подхода в управлении к практикам регулярного менеджмента. Наличие большого числа «зомби» говорит о том, что рынок имеет высокий потенциал, потому что компания с высоким уровнем менеджмента на данном рынке не встретит серьёзного противодействия.   